# Cyperus ossicaulis
Cyperus ossicaulis är en halvgräsart som beskrevs av Kaare Arnstein Lye. Cyperus ossicaulis ingår i släktet papyrusar, och familjen halvgräs. Inga underarter finns listade i Catalogue of Life.